# Librelula maradoniana
Librelula maradoniana (лат.) — вид вымерших стрекоз, живших на территории Аргентины во времена палеоцена (66—56 млн лет назад). Единственный вид в роде Librelula из семейства Argiolestidae (Zygoptera). Южная Америка.

## Этимология
Видовое название L. maradoniana дано в честь знаменитого футболиста Диего Марадоны. Название рода Librelula это игра слов и происходит от сочетания кастильских слов libélula (что означает стрекоза, Odonata), и libre (что означает свободный, Lula).

## История изучения
Голотип MLP 29425, представляющий из себя отпечаток крыла, был обнаружен в коллекциях Museo de La Plata. Он происходит из отложений Maíz Gordo Formation (поздний палеоцен, El Fuerte, 24º20’ S, 64º28’ W, green shales, провинция Jujuy, Аргентина). Вид был впервые описан в 2020 году аргентинским энтомологом Julian F. Petrulevičius (División Paleozoología Invertebrados, Facultad de Ciencias Naturales y Museo, Universidad Nacional de La Plata, Аргентина).

## Описание
Крылья узкие, достигали 30 мм в длину и 6,6 мм в ширину. Отличается следующими признаками: (1) птеростигма относительно укороченная; (2) тенденция к выравниванию поперечных жилок; (3) основания жилок RP3/4 и IR2 находятся между уровнями нодуса и субнодуса; 4 — ответвления жилки RP расходятся дистально (дополнительные секторы); (5) — кубитальная область с двумя рядами ячеек; (6) есть добавочные секторы между медиальными жилками; (7) птеростигма, покрывающая три с половиной ячейки; (8) IR2 образуюет полторы ячейки базальнее субнодуса; (9) дистальная сторона дискоидальной ячейки вдвое меньше базальной стороны; (10) жилки CuP + AA, выходят из края крыла от основания к Ax2; (11) RP3/4 достигает уровня птеростигмы. Признаки 1-3 присутствуют в Coenagrionomorpha. Признаки 4 и 5 есть у Argiolestinae. Сочетание признаков с 6 по 11 уникальны для Librelula.
Включён в состав семейства Argiolestidae (или Argiolestinae в составе Megapodagrionidae sensu lato, Calopterygoidea, Zygoptera), где сходен с родами Amanipodagrion, Wahnesia, Trineuragrion и Pyrrhargiolestes.